# Tom Lucy
Tom Lucy, född den 1 maj 1988 i Bristol i Storbritannien, är en brittisk roddare.
Han tog OS-silver i åtta med styrman i samband med de olympiska roddtävlingarna 2008 i Peking.